# Chapadas do Extremo Sul Piauiense (tiểu vùng)
Chapadas do Extremo Sul Piauiense là một tiểu vùng thuộc bang Piauí, Brasil. Tiều vùng này có diện tích 17846 km², dân số năm 2007 là 76326 người.